# Fabricio Fuentes
Fabricio Fabio Fuentes (ur. 13 października 1976 w Río Cuarto) – argentyński piłkarz występujący najczęściej na pozycji środkowego obrońcy. Posiada także obywatelstwo włoskie.

## Kariera klubowa
Fuentes karierę rozpoczynał w Newell’s Old Boys. Nie grywał jednak w pierwszym zespole, dlatego też w 1997 przeszedł do Quilmes Atlético Club. Rok później powrócił do Newell’s i od razu wywalczył sobie miejsce w wyjściowej jedenastce. W 2001 roku podpisał kontrakt z Vélez Sársfield. Podobnie jak w Newell’s nie miał problemu z regularnymi występami w pierwszej drużynie. W 2003 powędrował na wypożyczenie do francuskiego pierwszoligowca En Avant Guingamp. Francuzi nie postanowili go jednak wykupić, w efekcie czego po roku spędzonym w Europie, powrócił do macierzystego klubu. W 2005 zdobył z Vélezem mistrzostwo Argentyny. Po tym sukcesie został sprzedany do meksykańskiego Atlasu. Jednak spędził tam tylko rok, gdyż zdecydował się na przeprowadzkę do hiszpańskiego Villarreal CF. W nowym klubie dołączył do swoich rodaków Leandro Somozy, Juana Romána Riquelme, Rodolfo Arruabarreny, Mariano Barbosy i Gonzalo Rodrígueza. W zimowym okienku transferowym 2009/2010 ponownie został zawodnikiem Atlasu, a po upływie roku powrócił do Argentyny, do macierzystego zespołu Newell’s Old Boys.

## Kariera reprezentacyjna
W reprezentacji Argentyny zagrał jedno spotkanie. Był to mecz przeciwko Meksykowi (1:1), rozegrany w 2005 roku, w którym Fuentes zanotował gola samobójczego.